# Кога Тосіхіко
Тосіхіко Кога (яп. 古賀 稔彦; 21 листопада 1967 — 24 березня 2021) — японський дзюдоїст, олімпійський чемпіон 1992 року, срібний призер Олімпійських ігор 1996 року, триразовий чемпіон світу.

## Виступи на Олімпіадах
| Олімпіада      | Дисципліна | Місце |
| -------------- | ---------- | ----- |
| Сеул 1988      | до 71 кг   | 13    |
| Барселона 1992 | до 71 кг   | 1     |
| Атланта 1996   | до 78 кг   | 2     |